# Voo Avioimpex 110
O Voo Avioimpex 110 era um voo regular de passageiros operado pela Avioimpex que caiu em 20 de novembro de 1993 durante o voo de Genebra para Escópia. Antes do acidente, o voo 110 havia se desviado do Aeroporto Internacional de Escópia para o Aeroporto de Ohrid devido a uma nevasca na capital da Macedônia. O avião, um Yakovlev Yak-42, transportava 108 passageiros e oito tripulantes, e caiu cerca de 7 km leste do aeroporto de Ohrid. Todas as 116 pessoas a bordo morreram como resultado do acidente. Um passageiro sobreviveu onze dias após o desastre, mas sucumbiu aos ferimentos. A maioria das vítimas eram cidadãos iugoslavos de etnia albanesa.
O acidente foi o terceiro desastre da aviação da Macedônia em 16 meses e continua sendo o mais mortal do país. Uma investigação subsequente estabeleceu a causa do acidente como erro do piloto.

## Acidente
O voo 110 era um voo internacional regular de passageiros com origem em Genebra, Suíça, com destino final em Escópia, Macedônia. Devido a uma nevasca em Escópia, o voo 110 foi desviado para o aeroporto de Ohrid.
Quando foi autorizado para um aproximação à Pista 02, o Yak-42 estava aproximadamente 2.300 pés mais alto para realizar um pouso bem-sucedido, então um procedimento de aproximação frustrada foi executado. Pouco depois, a tripulação do voo 110 comunicou por rádio que não estava recebendo o sinal VOR. O controle de tráfego aéreo não conseguiu atender à solicitação de rumo e o piloto do voo 110 informou que não conseguia ver as luzes da pista. Pouco tempo depois, o voo 110 caiu, matando 115 das 116 pessoas a bordo. Um passageiro sobreviveu, mas ficou gravemente ferido e não resistiu 11 dias depois.

## Passageiros e tripulação
Oitenta por cento dos passageiros eram cidadãos da antiga Iugoslávia, principalmente albaneses, enquanto o restante eram cidadãos da Macedônia. Os quatro membros da tripulação do cockpit eram russos e os quatro tripulantes da cabine eram macedônios. Entre os passageiros estava um oficial francês do Alto Comissariado das Nações Unidas para Refugiados (ACNUR), de 20 e poucos anos, que acabara de retornar de uma missão na Bósnia e Herzegovina devastada pela guerra da Bósnia.

## Consequências
Por ser o voo 110 o terceiro desastre da aviação em um período de dezesseis meses ocorrido em seu país, o Ministro do Urbanismo, Engenharia Civil, Comunicações e Ecologia Antoni Pesev renunciou. A associação de pilotos reclamou de equipamentos quebrados e padrões de segurança insatisfatórios nos aeroportos de Escópia e Ohrid.
Em 1 de dezembro de 1993, o único sobrevivente morreu sem nunca ter realmente recuperado a consciência nos dias que se seguiram à queda do voo 110 da Avioimpex.
O voo 110 é o acidente de aviação mais mortal já ocorrido na Macedônia.

## Causa
A causa do acidente foi atribuída a uma violação do padrão de tráfego do aeroporto pela tripulação do voo 110, que iniciou uma curva para um terreno ascendente. Um fator que contribuiu foi sua decisão de prosseguir com a abordagem, embora não estivessem recebendo um sinal de navegação por estarem fora do alcance da estação VOR. Além disso, as transmissões do controlador de tráfego aéreo eram faladas em macedônio, mas a tripulação da aeronave se comunicava apenas em russo e inglês.